# Боротьба велетнів
«Боротьба велетнів» (інша назва: «Машина двох світів») — український радянський художній фільм 1926 року, знятий режисером Віктором Туріним на студії ВУФКУ (Ялта). Фільм втрачений.

## Сюжет
За однойменним романом Соломона Лазуріна. Інженер Куртніц сконструював нову машину, що може замінити працю багатьох робітників. Дві потужні компанії мільярдерів Рінгдаля і Дюка з боротьбою дістають машину, впровадження якої викликало звільнення робітників. На заводах спалахують страйки. Інженер Ребек, суперник Куртніца, створив ще більш досконалу машину, що замінила працю тисяч робітників. Ребек, до всього іншого, отримує й дочку мільярдера Рінгдаля, яка залишає осоромленого Куртніца. Тим часом виникає загальний страйк робітників, які розуміють, що боротися треба не з машинами, а з їх господарями.

## У ролях
- К. Платонов — Макс Рінгдаль, голова тресту
- Ася Додонова — Емілія, дочка Рінгдаля
- Лео Негрі — Ребек, інженер
- Георгій Спранце — Георг Куртніц, інженер
- Іван Лагутін — Кібас, заводський майстер
- Б. Гончаров — Іоганн Дюк, фабрикант
- Олександр Долинін — Ганс Мюллер, робітник
- Олександр Гризунов — Якоб Мюллер, робітник, брат Ганса
- Федір Дробінін — Райт, комуніст
- Олександр Арбо — Кергельс, наглядач
- Ніна Шатерникова — Майка Корн, робітниця
- Анна Аграмова — мати Майки
- Олег Олегов — Карл Гардель, фабрикант
- Євген Грязнов — товариш Райта
- Гавриїл Маринчак — товариш Якоба
- Жеребцов — Тарас
- Амбургер — Дейнгоф
- Г. Зосімов — комуніст
- Тетяна Шкляр — 1-й делегат
- Костянтин Єфімов — 2-й делегат
- Микола Надемський — робітник

## Знімальна група
- Режисер — Віктор Турін
- Сценарист — Соломон Лазурін
- Оператор — Луї Форестьє
- Художник — Роберт Шарфенберг